# Varennes-sur-Loire
 Varennes-sur-Loire  es una población y comuna francesa, en la región de Países del Loira, departamento de Maine y Loira, en el distrito de Saumur y cantón de Allonnes (Maine y Loira).

## Demografía
| 1766 | 1726 | 1655 | 1840 | 1847 | 1800 |
| Para los censos de 1962 a 1999 la población legal corresponde a la población sin duplicidades (Fuente: INSEE [Consultar]) |      |      |      |      |      |